# Sericocoma sericea
Sericocoma sericea är en amarantväxtart som beskrevs av Schinz. Sericocoma sericea ingår i släktet Sericocoma och familjen amarantväxter. Inga underarter finns listade i Catalogue of Life.